# Georg Buschner
Georg Buschner (Gera, 26 de dezembro de 1925 — Jena, 12 de fevereiro de 2007) foi um treinador e futebolista profissional alemão que atuava como defensor.
Como técnico da Alemanha Oriental, foi medalha de bronze nos Jogos Olímpicos de Munique, em 1972 e medalha de ouro nos Jogos Olímpicos de Montreal, em 1976.
Georg Buschner faleceu em 12 de fevereiro de 2007, aos 81 anos.

## Títulos
Alemanha Oriental
- Jogos Olímpicos: 1976

## Ligações Externas
- Perfil na NFT
- Perfil na Fussballdaten